# Lagoa Funda (Cedros)
Lagoa Funda (portugiesisch für „tiefer See“), auch Lagoa Negra („schwarzer See“) oder Caldeira Funda, ist ein Kratersee im zentralen Bergland der portugiesischen Azoren-Insel Flores, der zum Kreis Lajes das Flores gehört. Der See liegt im Naturschutzgebiet Reserva Natural do Morro Alto e Pico da Sé, und ist Teil der Landschaft der Sete Lagoas („Sieben Seen“), die alle im Hochland von Flores liegen und in Vulkankratern entstanden sind. Unmittelbar benachbart ist im Osten der kleinere See Lagoa Comprida. Die anderen fünf Seen heißen Lagoa Branca, Lagoa Rasa, Lagoa da Lomba, Lagoa Seca, sowie ein weiterer See namens Lagoa Funda.
Der 13 Hektar große Lagoa Funda liegt auf einer Höhe von etwa 560 m und ist mit seinen steilen Rändern 105 m tief, was ihn mit großem Abstand als tiefsten See der Azoren ausweist.
Die Umgebung ist geprägt durch üppige Vegetation mit Resten des Laurisilva (Lorbeerwalds).